# 東アジア地区バレーボール選手権大会
東アジア地区バレーボール選手権大会（ひがしアジアちく バレーボールせんしゅけんたいかい、英語: AVC Eastern Zonal Volleyball championships）は、2年に1度開かれているバレーボールの国際大会である。アジアバレーボール連盟主催。

## 概要
東アジア地域のナショナルチームによる大会。第7回までは男女同一会場同日程で行われた。
1998年に「アジア東部地区バレーボール選手権大会」として創設され、第5回より現大会名となる。
ユニバーシアードが開催されない年に東アジア各国の大学バレーの強化を目的に創設された大会であり、それに沿って大学生のチーム（多くはユニバーシアード代表）が派遣されているが、近年はA代表を派遣する国もある。
開催時期は夏頃だったが、第7回は12月にずれ込んだ。そのため日本は東西対抗戦と開催時期が重なり大学生チームの派遣が不可能となった。最終的には男女ともチャレンジリーグ所属チーム（男子はジェイテクト、女子は四国（デンソーより1名））が参加することとなった。
第8回は男子は1年ずれて2013年に開催された。

## 開催記録

### 男子
| 回 | 年   | 開催地         | 優勝                 | 準優勝                 | 備考 |
| -- | ---- | -------------- | -------------------- | ---------------------- | ---- |
| 3  | 2002 | 上海           | 中国                 | 韓国                   |      |
| 4  | 2004 | 太倉           | 日本                 | 韓国                   |      |
| 5  | 2006 | 屏東           | 日本                 | 韓国                   |      |
| 6  | 2008 | ウランバートル | 韓国                 | チャイニーズタイペイ   |      |
| 7  | 2010 | 済州           | 韓国                 | チャイニーズタイペイ   |      |
| 8  | 2013 | 台北           | チャイニーズタイペイ | 日本                   |      |
| 9  | 2015 | ウランバートル | 日本                 | チャイニーズ・タイペイ |      |
| 10 | 2017 | ウランバートル | 日本                 | チャイニーズ・タイペイ |      |

### 女子
| 回 | 年   | 開催地         | 優勝                 | 準優勝               | 備考 |
| -- | ---- | -------------- | -------------------- | -------------------- | ---- |
| 1  | 1998 |                | 中国                 | 日本                 |      |
| 2  | 2000 |                | 日本                 | モンゴル             |      |
| 3  | 2002 | 上海           | 中国                 | チャイニーズタイペイ |      |
| 4  | 2004 | 太倉           | 日本                 | 北朝鮮               |      |
| 5  | 2006 | 屏東           | チャイニーズタイペイ | 日本                 |      |
| 6  | 2008 | ウランバートル | 日本                 | 中国                 |      |
| 7  | 2010 | 済州           | チャイニーズタイペイ | 韓国                 |      |
| 8  | 2012 | 北京           | 中国                 | 日本                 |      |
| 9  | 2014 | 香港           | 日本                 | 中国                 |      |
| 10 | 2016 | 張家港         | チャイニーズタイペイ | 日本                 |      |
| 11 | 2018 | 張家港         | 日本                 | 中国                 |      |